# Cucunubá (ort)
Cucunubá är en ort i Colombia.   Den ligger i departementet Cundinamarca, i den centrala delen av landet, 80 km norr om huvudstaden Bogotá. Cucunubá ligger 2 564 meter över havet och antalet invånare är 1 699.
Terrängen runt Cucunubá är huvudsakligen kuperad. Cucunubá ligger nere i en dal. Runt Cucunubá är det ganska tätbefolkat, med 62 invånare per kvadratkilometer. Närmaste större samhälle är Ubaté, 8,6 km nordväst om Cucunubá. Trakten runt Cucunubá består i huvudsak av gräsmarker.